# Conger Glacier
Conger Glacier är en glaciär i Antarktis. Australien gör anspråk på området, som ligger i Östantarktis. Den 14–16 mars 2022 kollapsade den flytande shelfis av is från glaciären som funnits vid dess mynning i havet.